# (29599) 1998 HZ119
1998 إتش زد 119 (ويعرف أيضًا باسم (29599) 1998 إتش زد 119 وفق تسمية الكوكب الصغير) (بالإنجليزية: 1998 HZ119)‏ هو كويكب ضمن حزام الكويكبات؛ وترتيبه 29599 من حيث الاكتشاف.
اكتُشف هذا الجُرم الفلكي بواسطة بحث لنكولن عن الكويكبات القريبة من الأرض في 23 أبريل 1998.

## وصلات خارجية
- (29599) 1998 HZ119 في قاعدة بيانات مختبر الدفع النفاث لأجرام النظام الشمسي الصغيرة

- الاكتشاف · مخطط المدار ·  العناصر المدارية · المعلمات المادية

- (29599) 1998 HZ119 على موقع ويكي سكاي: DSS2, SDSS, GALEX, IRAS, Hydrogen α, X-Ray, Astrophoto, Sky Map, Articles and images